# Cẩm Mỹ (xã)
Cẩm Mỹ là một xã thuộc huyện Cẩm Xuyên, tỉnh Hà Tĩnh, Việt Nam.

## Địa lý
Xã Cẩm Mỹ có diện tích 161,4 km², dân số năm 2009 là 6.222 người, mật độ dân số đạt 39 người/km².

## Lịch sử
Ngày 13 tháng 12 năm 2018, HĐND tỉnh Hà Tĩnh ban hành Nghị quyết số 126/NQ-HĐND về việc:
- Đổi tên Thôn 1 thành thôn Mỹ Hà.
- Đổi tên Thôn 4 thành thôn Mỹ Phú.
- Đổi tên Thôn 5 thành thôn Mỹ Đông.
- Đổi tên Thôn 6 thành thôn Quốc Tuấn.
- Thành lập thôn Mỹ Yên trên cơ sở Thôn 2 và Thôn 3.
- Thành lập thôn Mỹ Sơn  trên cơ sở Thôn 7 và Thôn 12.
- Thành lập thôn Mỹ Trung trên cơ sở Thôn 8 và Thôn 9.
- Thành lập thôn Mỹ Lâm trên cơ sở Thôn 10 và Thôn 11.